# 8 × 63 mm

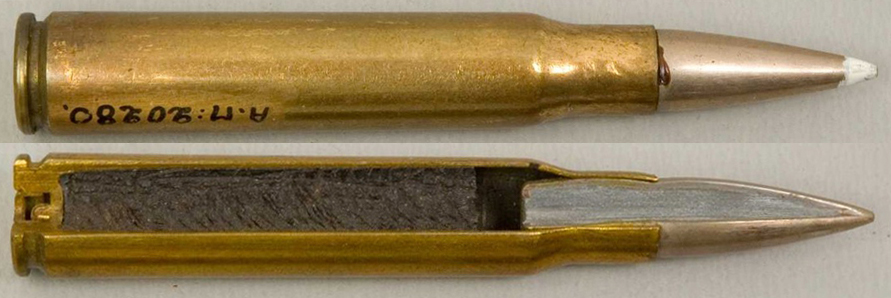

8 mm patron m/32 (8 mm ptr m/32), modern nomenklatur 8 × 63 mm, utvecklades av AB Bofors på uppdrag av Kungliga Arméförvaltningen för användning i Krigsmaktens Kulspruta m/14-29 för att räckvidder över 2 400 meter skulle uppnås med fullgod verkan i syfte att täcka gapet mellan granatkastare och artilleri. Patron m/32 användes med ett undantag enbart i kulsprutor, där de varade fram tills Krigsmakten övergick till NATO-ammunition i mitten på 1970-talet.
Undantaget var gevär m/39-m/40, som infördes som pansarvärnsgevär, men när stridsvagnarnas pansarskydd snabbt ökade efter krigsutbrottet överfördes de enligt vissa källor till kulsprutebetjäningar som personligt vapen.

## Användning
8 × 63 mm kom att användas i följande vapen. Kaliberbeteckning 6,5 mm (8 mm) betyder att vapnet ändra kaliber mellan 6,5 × 55 mm och 8 × 63 mm genom att byta pipan.
Gevär
- 8 mm gevär m/40[1][2]

Kulsprutor
- 6,5 mm (8 mm) kulspruta m/14-29[3]
- 8 mm kulspruta m/22[4]
- 6,5 mm (8 mm) kulspruta m/36[3]
- 6,5 mm (8 mm) kulspruta m/39[3]
- 6,5 mm (8 mm) kulspruta m/42[3]

## Bakgrund
Med de nya erfarenheterna efter rysk-japanska kriget 1904/1905 i åtanke genomfördes ett antal jämförande prov med olika kalibrar mellan 6,5 mm och 12 mm. I oktober 1930 åkte överstelöjtnant de Laval i sällskap med kaptenerna Nygren och Holmgren på studieresa, främst till Tyskland och Nederländerna, för att inhämta de senaste rönen från kontinenten innan slutförsöken med ksp m/14-29 gjordes 1931.
Den 28 november 1931 skickade kommissionen sin rapport till Kungliga Arméförvaltningens artilleridepartement. I sammanfattningen där huvudalternativen var 6,5 mm och 7,9 mm i olika kulvikter konstaterades att till 2 400 meter var kulsprutans uppgifter och taktiska användning mer avgörande för val av kaliber. Över detta avstånd betraktades 7,9 mm med 14,2 grams kula som överlägsen samtliga alternativ, både vad gällde precision, inträngningsförmåga och inte minst att dödande verkan (satt till 20 kilogrammeters/196 J anslagsenergi) uppnåddes upp till 3 600 meter vilket överträffade resultatet av kaliber 9 mm. Trots att patronen heter 8 mm ptr m/32 har kulan en diameter av 7,9 mm eller mer exakt 7,87 mm.

## Ammunition
Med 14,2 grams kula ur Ksp m/36 uppnåddes en mynningshastighet på cirka 760 m/s och mynningsenergi på cirka 4 900 joule, nästan 70 % högre än 6,5 × 55 mm, vilket gav en effektiv räckvidd av cirka 3 600 meter och en maximal räckvidd av 5,5 km.
Utgångshastigheten och pansargenomslag varierar beroende på vilket gevär eller kulspruta som skjutit patronen. Annan mindre info: patronhylsans vikt är 14,3 g och antändningsmedlet är en 5,5 mm slagtändhatt.
| Patron                                                | Typ                  | Vikter (Gram) | Vikter (Gram) | Vikter (Gram) | Krutslag         | Projektil material                         | Utgångshastighet | Pansargenomslag  | Spårljus      |                                | Punkter                                                                                          |
| Patron                                                | Typ                  | Patron        | Projektil     | Krut          | Krutslag         | Projektil material                         | Utgångshastighet | Pansargenomslag  | Spårljus      |                                |                                                                                                  |
| ----------------------------------------------------- | -------------------- | ------------- | ------------- | ------------- | ---------------- | ------------------------------------------ | ---------------- | ---------------- | ------------- | ------------------------------ | ------------------------------------------------------------------------------------------------ |
| 8 mm sk ptr m/32                                      | Helmantlad projektil | 32,1          | 14,13         | 3,6           | Kspkr 1/0,55     | Blykärna, Nickelmantel                     | 750 m/s          |                  |               | Ingen                          | Standardkula                                                                                     |
| 8 mm sk ptr m/32 "Endast för fredsskjutning"          | Helmantlad projektil | 32,17         | 14,2          | 3,6           | Kspkr 1/0,55     | Blykärna, Nickelmantel                     | 760 m/s          |                  |               | Blå spets                      | Ammunition med sämre kvalitet. Används under fredstid.                                           |
| 8 mm sk ptr m/32 "Inte för kulsprutor"                | Helmantlad projektil | 32,17         | 14,2          | 3,6           | Kspkr 1/0,55     | Blykärna, Nickelmantel                     | 760 m/s          |                  |               | Grön spets                     | Samma som ovan men har grön märkning. Detta betyder "Inte för kulsprutor"                        |
| 8 mm sk ptr m/32 pprj m/39                            | Pansarprojektil      | 29,7          | 11,8          | 3,6           | Kspkr 1/0,55 pbr | 3,2 g stålkärna                            | 780-810 m/s      | ~10 mm från 50 m |               | Svart spets                    | Vanlig pansarbrytande patron.                                                                    |
| 8 mm sk ptr m/32 pprj m/40 eller 8 mm pbr ptr m/32-40 | Pansarprojektil      | 31,14         | 15,7          | 3,6           | Kspkr 1/0,55 pbr | Tungstenskärna                             | 725 m/s          | ~20 mm från 0 m  |               | Övre halva svart               | Tungstensammunition. Användes bara i kulsprutor.                                                 |
| 8 mm sk ptr m/32 slprj m/39                           | Spårljusprojektil    | 28,9          | 11,01         | 3,6           | Kspkr 1/0,55     | Halva kulan är fosfor                      | 780-824 m/s      |                  | Röd 100-800 m | Röd spets                      | Första märkningen av slprj m/39                                                                  |
| 8 mm sk ptr m/32 slprj m/39                           | Spårljusprojektil    | 28,9          | 11,01         | 3,6           | Kspkr 1/0,55     | Halva kulan är fosfor                      | 780-824 m/s      | Vit spets        | Röd 100-800 m | Senare märkning av slprj m/39. |                                                                                                  |
| 8 mm sk ptr m/32 slprj m/39 "med annorlunda tändhatt" | Spårljusprojektil    | 28,9          | 11,01         | 3,6           | Kspkr 1/0,55     | Halva kulan är fosfor                      | 780-824 m/s      |                  | Röd 100-800 m | Röd spets                      | Tändhatten är mörkgrå och inte magnetisk. Tändhatten är troligtvis producerad i Tyskland.        |
| 8 mm sk ptr m/32 brandprj m/40                        | Brandprojektil       |               | 11,55         |               |                  | Fosfor och bly                             |                  |                  |               | Gul spets                      | Brandammunition från Ungern. Trubbkula.                                                          |
| 8 mm sk ptr m/32 brandprj m/41                        | Brandprojektil       | 27,7          | 9,8-9.9       | 3,6           | Kspkr 1/0,55 pbr | Toppen är brandämne Har en stålkärna under | 835-930 m/s      |                  |               | Orange spets                   | Ammunitionen är primärt mot flygplan och är en halvpansarbrandprojektil.                         |
| 8 mm Tysk B patron "Beobachtung Patrone"              | Observationsgranat   |               |               |               |                  |                                            |                  |                  |               | Nedre havla svart              | Tysk kula som laddats i en Svensk 8x63 hylsa. Kulan exploderar och gör ett litet moln vid träff. |
| 8 mm sk blindptr m/32                                 | Blindpatron          |               |               |               |                  |                                            |                  |                  |               | Ingen                          | Tidig märkning                                                                                   |
| 8 mm sk blindptr m/32                                 | Blindpatron          |               |               |               |                  |                                            |                  |                  |               | Grön spets                     | Sen märkning                                                                                     |